# 千年菩提路
《千年菩提路》是一部中国大陆的佛教题材纪录片，该片选取了32座佛寺和其代表性的高僧大德，讲述了佛教自古印度传播到中华大地的发展脉络。由北京嘉源海文化传媒有限公司制作。总导演为周兵。

## 分集
该纪录片一共32集，分别是：
- 《中华佛缘（上下集）》
- 《白马寺（上、下集）》
- 《普陀洛迦（上、下集）》
- 《大光明峨眉山（上、下集）》
- 《九华金地藏（上、下集）》
- 《清凉五台山（上、下集）》
- 《帝国高僧（上、下集）》
- 《东行记（上、下集）》
- 《法门寺（上、下集）》
- 《六祖惠能（上、下集）》
- 《少林寺（上、下集）》
- 《净土信仰（上、下集）》
- 《东土释迦（上、下集）》
- 《大昭寺、小昭寺（上、下集）》
- 《灵隐寺（上、下集）》
- 《桑耶寺（上、下集）》
- 《守望华首（上、下集）》
- 《洗石庵（上、下集）》
- 《拉卜楞寺（上、下集）》
- 《雍和宫》
- 《布达拉宫》
- 《上座部佛教》
- 《法海真源》
- 《佛光山》
- 《终南山》
- 《以戒为师》

## 奖项
在2008-2009中国电视纪录片“十佳十优”表彰活动中获得中国电视纪录片系列片好作品奖。